# Første Wienerskole
Første Wienerskole er et navn, der nogengange gives til en samling af komponister af klassisk musik, der skrev i wienerklassicismen i slutningen af det 18. århundrede i Wien. Disse komponister inkluderer Wolfgang Amadeus Mozart, Joseph Haydn,  Ludwig van Beethoven og Franz Schubert.
Betegnelsen blev opfundet set i bakspejlet og som et resultat af Anden Wienerskole, som var en benævnelse, der blev vedhæftet en gruppe omkring Arnold Schönberg i Wien i begyndelsen af det 20. århundrede.
Selvom, Schubert undtaget, disse komponister kendte hinanden er der ingen tegn på, at de på nogen måde arbejdede sammen i et forsøg på at udføre en slags manifestation i stil med, hvad Anden Wienerskole eller Les Six gjorde. Betegnelsen "skole" er derfor lidt malplaceret, men altså en medfølge af Anden Wienerskole.
Forsøg på at udvide Første Wienerskole så den også inkluderer senere komponister såsom Anton Bruckner, Johannes Brahms og Gustav Mahler er blot journalistiske og har aldrig stemt overens med akademisk musikvidenskab.